# Lea Danilson-Järg
Lea Danilson-Järg (ur. 27 listopada 1977 w Tallinnie) – estońska polityk, urzędniczka i dziennikarka, od 2022 do 2023 minister sprawiedliwości.

## Życiorys
W 2002 ukończyła zarządzanie administracyjne na Uniwersytecie Technicznym w Tallinnie. Pracowała jako doradczyni rektora uczelni Sisekaitseakadeemia, specjalistka w Bibliotece Narodowej Estonii i analityk w organizacji pozarządowej Eesti Sündimusuuringud. W latach 2018–2019 i 2021–2022 zatrudniona w AS Postimees Grupp jako wydawczyni strony poświęconej polityce populacyjnej. Między tymi okresami kierowała departamentem polityki ludnościowej i rodzinnej w ministerstwie spraw wewnętrznych.
W latach 1998–2004 należała do Umiarkowanych. W 2022 zgłosiła akces do ugrupowania Isamaa. W lipcu tegoż roku z jego rekomendacji objęła stanowisko ministra sprawiedliwości w drugim rządzie Kai Kallas. Urząd ten sprawowała do kwietnia 2023.